# XPeng G6
XPeng G6 — среднеразмерный электромобиль-кроссовер производства компании XPeng Motors.

## История
Впервые XPeng G6 был представлен на автосалоне в Шанхае 18 апреля 2023 года.

## Описание
Паркетник Xpeng G6 создан на новой платформе SEPA 2.0. Подвеска — двухрычажная спереди и многорычажка сзади. Для модели G6 использована простая версия с пружинами, хотя конструкцией предусмотрены и пневмостойки.
Создатели Xpeng G6 ориентировались на решения Теслы Model Y.
Xpeng G6 стал первым китайским серийным автомобилем с алюминиевым кузовом.
Поставщиком аккумуляторов для кроссовера стала компания CALB, а версия начального уровня имеет аккумуляторы LFP. На другие версии устанавливается аккумулятор типа NMC.
В G6 используется передовая технология: аккумулятор интегрирован в кузов автомобиля для улучшения управляемости, безопасности и снижения шума. Эта технология также повышает жесткость кузова, чтобы соответствовать высоким стандартам безопасности, принятым в Китае, Северной Америке и Европе. Кроме того, шасси G6 было оптимизировано немецкими специалистами для повышения производительности.
Двери имеют безрамочную конструкцию, стеклянная крыша входит в стандартную комплектацию. В пятую дверь встроен подъемный спойлер, но из-за него заднее стекло стало совсем крошечным.
Xpeng G6 имеет приборный экран диагональю 26 см и центральный монитор на 38 см. Сама медиасистема — с управляющим чипом Snapdragon 8155P, свежей оболочкой Xmart OS 4.0 и расширенным голосовым управлением.
Разработку дизайна Xpeng G6 консультировал китайский писатель-фантаст Лю Цысинь.

## Галерея
| - Вид сзади - Торпедо |